# Токийска кула
Токийската кула (東京タワー [Tōkyō tawā], официално 日本電波塔 [Nippon denpatō] – Японска радиокула) е телевизионна и радиотелекомуникационна кула в парка „Шиба“, Минато-Ку, Токио, Япония.
Висока е 333 м (1093 фута), което я нарежда сред най-високите самоносещи стоманени кули в света и най-високата сграда в Токио. Има решетъчна структура и в съответствие с авиационните норми за безопасност е оцветена в оранжев и бял цвят. Кулата влиза в списъка на 29-те най-високи обекти на Световната федерация на високи кули, където заема 13-о място (заема 22-ро място сред най-високите телекули в света).
Най-много посетители – 40 000 души, е имало на 30 март 1960 г.
Разходите за осветление са около 24 000 йени на ден. Построена е през 1958 г., като основните източници на приходи на кулата са туризмът и оперативният лизинг на антената.
В допълнение към основната си цел – предаване на телевизия и радио, кулата служи и като туристическа забележителност и се смята за един от символите на Токио. Всяка година 2,5 милиона туристи посещават платформите за наблюдение, залите и музеите на кулата, а самото ѝ откриване е посетено от около 150 милиона души.